# Berbice

Die Kolonie Berbice im Jahre 1740 mit den Plantagen und Eigentümern entlang des Berbice- u. Canje-Flusses

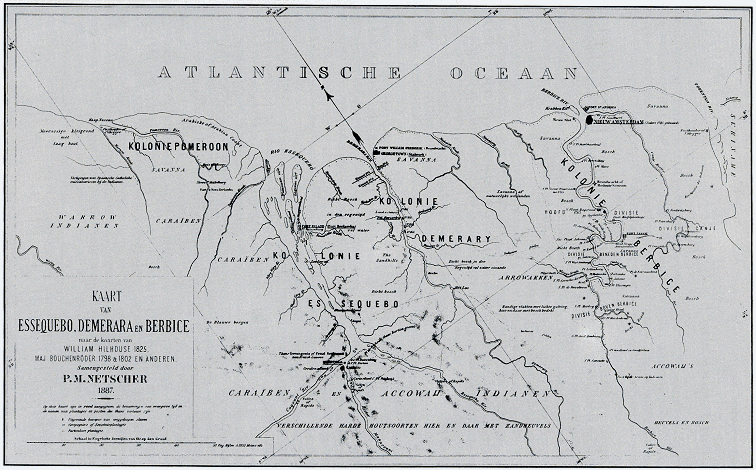
Karte mit dem Gebiet im Jahre
1888

Berbice war von 1627 bis 1814 eine niederländische Kolonie an der Nordküste von Südamerika, in der Region des Berbice. Berbice war Bestandteil von Kolonien, die auch unter dem Sammelbegriff Niederländisch-Guayana bekannt sind.

## Wechsel der Eigentümer
Auf Betreiben des Zeeländers Abraham van Peere wurde ab 1627 mit der Gründung einer Kolonie am Berbice ein Anfang gemacht. Zunächst wurde hier Tauschhandel mit  Einheimischen betrieben. Mit der sich stetig weiter ausbreitenden Plantagenwirtschaft wurden die Ureinwohner jedoch immer mehr zurückgedrängt.
Die niederländische Herrschaft wurde von 1665 bis 1666 und 1781 bis 1782 durch die Briten unterbrochen, als die Kolonien Berbice und Essequibo (einschließlich Demerara) erobert wurden. Die englische Herrschaft wurde durch die Franzosen von 1782 bis 1784 abgelöst. Nachdem Frankreich die Kolonie 1784 wieder an die Niederlande abgetreten hatte, blieb Berbice bis 1796 erneut in niederländischem Besitz, als es erneut und damit beinahe definitiv durch die Briten besetzt wurde. Denn durch den Frieden von Amiens kam es von 1802 bis 1803 kurz wieder in niederländische Hände, wonach es aufs Neue durch die Briten übernommen wurde. Durch den Britisch-Niederländischen Vertrag von 1814 fiel Berbice am 13. August 1814 dann offiziell an das Vereinigte Königreich. Am 21. Juli 1831 wurde es zusammen mit Essequibo und Demerara als Britisch-Guayana zusammengefügt, ehe das Gebiet 1966 als Guyana unabhängig wurde.

## Freibeuter, Sozietät von Berbice
Berbice war wie die benachbarten Kolonien Essequibo und Suriname durch Freibeuterei gefährdet. Den größten Schlag führten die Franzosen im November 1712 aus, als Berbice unter Befehl von Jacques Cassard durch Baron de Mouans gebrandschatzt wurde. Erst nach Freikauf von umgerechnet 300.000 Gulden, in Form von Wechselbriefen, Sklaven und Stapelprodukten zogen die Kaperer wieder ab. Als der Familie van Peere als Eigentümerin von Berbice das finanzielle Risiko zu groß wurde und die Kolonie abgeben wollte, kam es nach komplizierten, finanziellen Transaktionen im Jahre 1720 zur Gründung der Sozietät von Berbice als neue Eigentümerin.
Die Sozietät hatte bereits ein Vorbild im benachbarten Suriname, der Sozietät von Suriname. Das Unternehmen wurde durch einen Vorstand, ursprünglich bestehend aus sieben Direktoren, der später auf neun Personen erweitert wurde, geleitet. Im Jahre 1732 trat ein Oktroi / eine Charta in Kraft, das u. a. die unabhängige Position gegenüber der Westindien-Kompanie (WIC) festlegte.  Durch diese Charta trat die Sozietät als Souverän über die Kolonie auf. Die höchste Gewalt lag prinzipiell bei der Sozietät von Berbice. Auch das ursprüngliche Monopol auf die Lieferung von Sklaven lag nicht mehr länger bei der WIC.
Die Direktion hatte ihren Sitz in Amsterdam und die neuen Direktoren wurden durch die Vorstandsmitglieder gewählt – in der Regel aus dem Kreis derer, die über größere Anteile an dem Unternehmen verfügten. Außerdem wurde bereits kurz nach der Gründung beschlossen, stets einen Ratspensionär der Stadt Amsterdam als Direktor zu wählen. Hierdurch verfügte die Sozietät über eine direkte Verbindung zu den Generalstaaten der Republik der Sieben Vereinigten Niederlande. Die 37 Direktoren, die seit der Gründung 1720 bis zur Aufhebung 1795 die Leitung über die Sozietät hatten, waren nahezu alle Angehörige von Amsterdamer Patrizierfamilien.
In Berbice war der Gouverneur der höchste Vertreter der Sozietät. Der vom Vorstand benannte Gouverneur musste vor seiner Abreise gegenüber den Generalstaaten einen Eid ablegen. In der Periode von 1732 bis 1795 wurden insgesamt elf Gouverneure berufen.

### Befestigungsanlage, Gouvernement
Im 17. Jahrhundert wurde am Berbice, ungefähr 90 km von der Küste entfernt, die wichtigste Verteidigungsanlage, das Fort Nassau gebaut. Das Fort war zugleich administratives Zentrum der Kolonie und Sitz des Gouverneurs. Die ersten kolonialen Ansiedlungen, Handelsposten und Plantagen entstanden noch weiter stromaufwärts an den Ufern des Berbice- und später auch beidseits des Canje.
Ab 1785 wurde Nieuw Amsterdam, das heutige New Amsterdam als Sitz des Gouvernements an der Mündung des Canje in den Berbice angelegt. In der Nähe von Fort Nassau bestand bereits im 17. Jahrhundert eine Siedlung mit dem Namen Nieuw Amsterdam.

## Sklavenaufstand

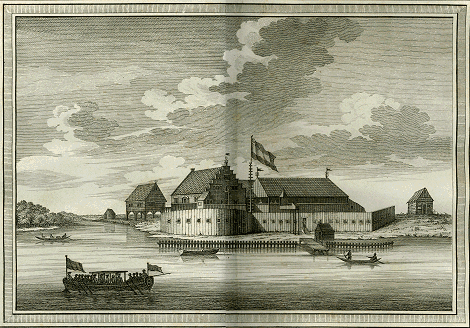
Fort Nassau 1770

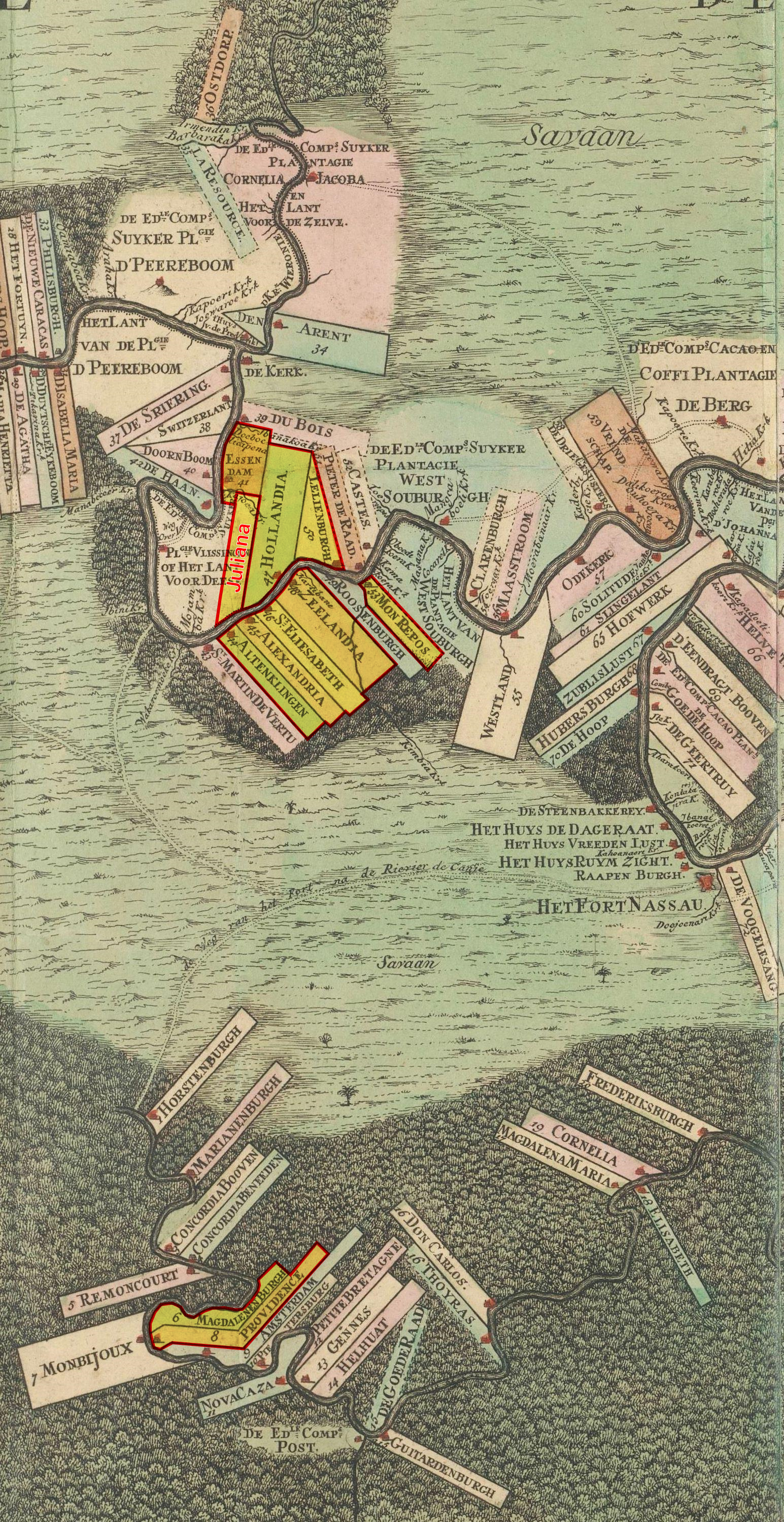
Vom Aufstand direkt betroffene Plantagen, Karte aus 1742

Im Februar 1763 kamen die Sklaven auf den Plantagen am Canje und Berbice unter Führung des Sklaven Cuffy (auch Coffy) von der Plantage Lelienburg in Aufstand. In dieser Zeit zählte die Kolonie rund 350 Weiße (einschließlich Frauen und Kinder) und knapp 4000 afrikanische Sklaven. Nachdem die ersten Plantagen überfallen, geplündert und die Gebäude in Brand gesteckt waren, suchten die flüchtenden Weißen zunächst Schutz im Fort Nassau. Wegen seines schlechten Zustandes und der näher rückenden Aufständischen wurde das Fort aufgegeben. Die Überlebenden flohen stromabwärts in den Militärposten St. Andries, nicht weit von der Mündung des Berbice entfernt. Hier hofften sie auf die Hilfe der von den Nachbarkolonien und den Niederlanden durch Gouverneur van Hoogenheim herbeigerufenen Truppen.
Obwohl die Schwarzen in der Überzahl waren, konnten sie sich nicht auf eine einheitliche Linie gegenüber den Niederländern einigen. Während Cuffy für eine Aufteilung des Landes (Weiße an der Küste, Schwarze im Landesinneren) eintrat, verfolgte sein Stellvertreter Akara eine aggressive Taktik. Dies führte schließlich zu inneren Kämpfen und zum Suizid von Cuffy im Jahr 1763.
Mit den aus Suriname und Sint Eustatius herbeigeeilten Hilfstruppen und den Ende Dezember 1763 mit sechs Schiffen aus Europa eingetroffenen Militärs konnten die Niederländer die Kolonie zurückerobern.
Bei den Kämpfen fanden ungefähr 40 Weiße und rund 1800 Afrikaner den Tod. Auch wenn der Aufstand vor allem durch Streit unter den Sklaven gescheitert war, so war es doch der erste ernsthafte Versuch einer größeren Gruppe afrikanischer Sklaven, in der Neuen Welt ein freies Land für befreite Sklaven zu schaffen.

## Grenzstreit, Erforschung
Über den Grenzverlauf zwischen den Kolonien Berbice und Suriname bestand schon früh Uneinigkeit. Als sowohl Berbice als auch Suriname durch die Briten besetzt waren, einigten sich 1799 die beiden Gouverneure van Imbijze van Batenburg (Berbice) und de Friderici (Suriname) über den Verlauf der Grenze. Das Westufer des Corantijn bis zum Duivelskreek wurde Berbice zugesprochen. Die Grenze bildete die Tiefwasserlinie am  Westufer des Corantijn. Diese Einigung wurde am 20. Januar 1800 in Nieuw Amsterdam (Berbice) veröffentlicht. Sie ist Grundlage für den niederländischen und später surinamischen Anspruch, dass die Grenze zwischen Suriname und Guyana am Westufer des Corantijn liegt.
Der deutsche Forschungsreisende Robert Hermann Schomburgk unternahm von 1835 bis 1839 eine wissenschaftliche Expedition nach Britisch-Guayana und zwischen 1840 und 1844 bereiste er die Grenzflüsse im Auftrag der britischen Regierung zur Feststellung der Grenzen mit den benachbarten Staaten Venezuela und Suriname. Den Grenzfluss Corantijn erkundete er zweimal, 1837 und 1843. Im Gegensatz zu seiner ersten Reise kam er 1843 zu dem Ergebnis, dass im südlichen Verlauf der Coeroenie
und Koetari der Hauptfluss und damit der Corantijn sein müsste. Als Folge hiervon ist der südliche Grenzverlauf zwischen Guyana und Suriname bis heute umstritten.